# Gen Tomii
Gen Tomii (富井彦, Tomii Gen), né le 30 mai 1973 à Nagano est un coureur du combiné nordique japonais.

## Biographie
Il fait partie de l'équipe japonaise aux Jeux olympiques de 1998 qui finit à la cinquième place. En novembre de la même année, il prend ses premiers points en Coupe du monde lors de l'étape de Rovaniemi avec une cinquième place qui restera sa meilleure performance en carrière.

## Palmarès

### Jeux olympiques d'hiver
| Épreuve / Édition | Épreuve / Édition | Nagano 1998 | Salt Lake City 2002 |
| Gundersen         | Gundersen         |             | 33e                 |
| Par équipes       | Par équipes       | 5e          | 8e                  |

### Championnats du monde
Il a participé à trois Mondiaux en 1999, 2001 et 2003.

### Coupe du monde
- Meilleur classement général : 17e en 1999.
- Meilleur résultat individuel : 5e.

### Coupe du monde B
- 2e de l'édition 1998.
- 5 podiums.